# Општина Ваља Маре (Дамбовица)
Ваља Маре (рум. Valea Mare) општина је у Румунији у округу Дамбовица.
Oпштина се налази на надморској висини од 271 m.